# Zlitina
Zlítina (tudi zlitína) ali legúra je trdna raztopina dveh ali več kovin. Dobimo jih, če osnovni kovini dodamo enega ali več zlitinskih (legirnih) elementov. To naredimo z mešanjem talin. Z legiranjem (ustvarjanjem zlitin) izboljšujemo lastnosti osnovnim kovinam. Predvsem dosegamo optimalne lastnosti, kajti ni takega elementa, ki bi spremenil lastnosti osnovne kovine po naših željah. Zlitine lahko delimo glede na količino zlitinskih elementov na mikrolegirane, malolegirane in  močno legirane.
Pri majhnem dodatku zlitinskega elementa se njegovi atomi vgradijo v kristalno mrežo osnovne kovine. Če so precej manjši, se vrinejo na prazna mesta med atomi, ki jih imenujemo vrzeli ali intersticije; če so podobne velikosti ali večji kot atomi osnove, pa zamenjajo ali substituirajo atome osnove na mrežnih mestih. Nastanejo zmesi atomov v trdnem stanju - trdne raztopine, ki so lahko intersticijske in substitucijske. Nekateri elementi so povsem mešljivi v trdnem stanju (npr. Cu-Ni). Ti se podobno kot voda in alkohol mešajo v poljubnih razmerjih.
Kadar dodatek zlitinskega elementa preseže topnost v osnovni kovini, se iz trdne raztopine izloči druga snov - faza. Ta faza je lahko trdna raztopina dodanega elementa, spojina med kovinskimi elementi (intermetalna spojina) ali kakšna druga spojina (karbid, borid, ...). 
Pri večjih dodatkih zlitinskega elementa lahko nastopajo številne reakcije pri prehodu iz tekočega v trdno agregatno stanje, kakor tudi reakcije v trdnem stanju. Kaj se bo zgodilo, lahko razberemo iz ustreznega faznega diagrama.
Po namenu uporabe ločimo : ležajne zlitine - zlitine s kositrom, antimonom, svincem, bakrom , ... (gl. JUS C.E1.100) imenovane tudi bele ležajne kovine, med njimi so najzanimivejše zlitine za drsne ležaje (kositrovi in svičevi broni, rdeča litina in nekatere medi)

## Zgledi zlitin
- alpaka – zlitina bakra, cinka in niklja
- amalgam – zlitina živega srebra in natrija
- babbit – zlitina kositra ali svinca z antimonom in bakrom
- bron – zlitina bakra in drugih kovin
- cekas – zlitina železa, niklja in kroma* stelit - zlitina kobalta, kroma in volframa
- duraluminij – zlitina aluminija, bakra in magnezija
- elektrum oz. eléktron – naravno prisotna zlitina zlata in srebra
- Inconel – superzlitina na osnovi avstenitnega niklja in kroma
- invar – zlitina železa in niklja
- jeklo – zlitina železa, ogljika in drugih kovin
- medenina (tudi med) – zlitina bakra in cinka
- silumin – zlitina silicija in aluminija
- vidia – zelo trda zlitina volframovega karbida, kobalta in titana (to v pravem pomenu ni zlitina, temveč je kompozit sestavljen iz volframovega karbida, ki je nosilec trdote, ter žilave osnove - kobalta, ki delce WC povezuje v celoto. Ta material navadno imenujemo karbidna trdina; termin vidia izhaja iz nemščine: wie diamant = kot diamant /trd namreč/). Karbidne trdine izdelujemo s postopki prašne metalurgije.